# Giustiniano (generale)
Giustiniano (fl. VI secolo) è stato un generale romano, parente dell'imperatore Giustiniano I.
Figlio di Germano Giustino, seguì la carriera militare del padre e del fratello, Giustino. Assieme al fratello, esercitò il comando sulle truppe imperiali dell'Illyricum durante la seconda parte della Guerra gotica (535-553).
Dopo la morte di Giustiniano I, venne elevato al rango di patricius dal nuovo imperatore Giustino II (565-578) e divenne magister militum per Orientem, comandante in capo delle truppe orientali, con la responsabilità di condurre la guerra contro i Sasanidi. Durante questa campagna ottenne una larga vittoria, nel 575/576, a Melitene: il re sasanide Cosroe I riuscì a malapena a fuggire, mentre la gran parte dell'esercito sasanide fu annientato. Malgrado questa schiacciante vittoria, una delle maggiori delle guerre romano-persiane, il conflitto non ebbe termine.
Alla morte di Giustino II, il potere passò al suo figlio adottivo, Tiberio II Costantino. La moglie di Giustino II, Sofia, non volle però lasciare il passo a Tiberio e a sua moglie Ino, e organizzò un complotto con Giustiniano: sebbene scoperto, Giustiniano venne perdonato.
Al termine del 577 il futuro imperatore Maurizio prese il comando delle truppe di Giustiniano.

## Biografia

### Origini e inizi di carriera
Giustiniano nacque a Costantinopoli intorno al 525. Era il secondogenito di Germano, cugino dell'imperatore Giustiniano I (r. 527–565). Aveva un fratello maggiore, Giustino, e una sorella, Giustina, che poi avrebbe sposato il generale Giovanni.
Giustiniano ricevette per la prima volta il comando di un esercito nel 550, allorquando, con il fratello Giustino, avrebbe dovuto accompagnare il padre nella spedizione contro l'Italia ostrogota. Germano, tuttavia, si spense improvvisamente nell'autunno del 550, prima ancora che le truppe avessero lasciato i Balcani, dove si stavano radunando. In seguito a tale avvenimento, Giustiniano e Giovanni (il genero di Germano) ricevettero l'ordine di condurre l'esercito in direzione di Salona (odierna Spalato in Croazia), in vista di uno sbarco in Italia o, in alternativa, di una marcia via terra fino alla Venetia. Giovanni rimase al comando dell'esercito fino all'arrivo a Salona dell'eunuco Narsete, che era stato nominato comandante supremo della spedizione agli inizi del 551. All'inizio del 552 Giustiniano fu posto al comando di una spedizione contro gli Slavi che stavano devastando l'Illirico, e poco tempo dopo, fu inviato ad assistere i Longobardi contro i Gepidi. Anche suo fratello Giustino faceva parte di questa armata. I due fratelli, tuttavia, furono tenuti impegnati dalla necessità di soffocare una rivolta nella città di Ulpiana, e non poterono assistere i Longobardi.

### Carriera in Oriente

Mappa della frontiera bizantino-persiana.

Niente è noto su quanto accadde a Giustino nei successivi venti anni. Entro il 572, tuttavia, era diventato patricius e fu posto al comando delle truppe nel settore nordorientale della frontiera dell'Impero con la Persia sasanide con il grado militare di magister militum per Armeniam. Mentre era in carica, appoggiò la rivolta degli Iberi e Armeni contro i Sasanidi, che portò allo scoppio di un conflitto ventennale tra Bisanzio e la Persia.
Nel 572, diede manforte alle armate armene sotto il comando di Vardan III Mamikonian contribuendo alla difesa di Dvin, che cadde in mano nemica per poi essere recuperata nello stesso anno. Ben presto, tuttavia, fu richiamato a Costantinopoli per via dei contrasti con gli Armeni. Verso la fine del 574 o gli inizi del 575, fu nominato magister militum per Orientem e comandante supremo delle armate bizantine in Oriente. Durante il suo mandato, non perse tempo ad addestrare le numerose nuove reclute, e si riconciliò con il sovrano ghassanide al-Mundhir, ripristinando così la tradizionale alleanza tra Bizantini e Ghassanidi. Poco tempo dopo fu conclusa una tregua triennale relativa al fronte mesopotamico, ma non valida per l'Armenia.
Nell'estate del 575 o 576, Giustiniano non riuscì ad arrestare l'avanzata dell'esercito persiano, condotto dallo scià Cosroe I (r. 531–579) in persona, attraverso la Persarmenia. Quando lo scià invase la Cappadocia bizantina avanzando in direzione di Caesarea, Giustiniano radunò un esercito superiore numericamente e bloccò i passi di montagna onde sbarrare la strada agli invasori. Cosroe fu così costretto alla ritirata, saccheggiando Sebasteia sulla via del ritorno. Giustiniano si lanciò all'inseguimento di Cosroe, e in due occasioni lo intrappolò con una manovra a tenaglia: la prima volta lo scià persiano e il proprio esercito riuscirono a sfuggire all'accerchiamento solo dopo aver abbandonato il proprio accampamento e i loro averi ai Bizantini, mentre la seconda volta le truppe bizantine furono sconfitte in un attacco notturno ai loro accampamenti nei pressi di Melitene per via dei contrasti tra i comandanti dell'esercito. I Persiani diedero alle fiamme Melitene. Tuttavia, mentre l'esercito persiano si stava preparando ad attraversare l'Eufrate, le truppe di Giustiniano le raggiunsero. Il giorno successivo, le due armate si schierarono in formazione da combattimento nei pressi di Melitene, ma non si scontrarono. Al calare della notte, i Persiani tentarono di attraversare il fiume in segreto, ma furono scoperti e attaccati dai Bizantini durante l'attraversamento. I Persiani patirono pesanti perdite, mentre i Bizantini si impadronirono di un consistente bottino, tra cui 24 elefanti da guerra che furono inviati a Costantinopoli. Nel corso dell'inverno successivo, Giustiniano avanzò in profondità in territorio persiano, attraversando la Media Atropatene, e svernò con il proprio esercito sulle rive meridionali del Mar Caspio. Nonostante ciò, non riuscì a recuperare il controllo della Persarmenia.
Nel corso del 576/577, il generale persiano Tamkhusro invase l'Armenia, dove sconfisse i Bizantini sotto il comando di Giustiniano. Successivamente, Tamkhusro e Adarmahan sferrarono un'incursione nella provincia bizantina di Osroene, minacciando la città di Constantina, ma si ritirarono quando vennero a conoscenza dell'avvicinarsi dell'esercito bizantino sotto il comando di Giustiniano. In seguito a questi insuccessi, nello stesso anno, il reggente bizantino, il Caesar Tiberio, destituì Giustiniano sostituendolo con Maurizio.

### Gli ultimi anni e intrighi di corte

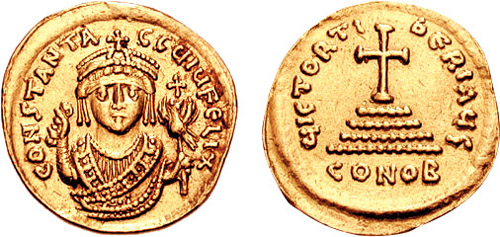
Solidus d'oro dell'imperatore Tiberio II (r. 574–582), il quale perdonò Giustiniano nonostante avesse preso parte a congiure per detronizzarlo.

Facendo ritorno nella capitale, secondo resoconti presenti esclusivamente nelle fonti occidentali (come la Historia Francorum di Gregorio di Tours e la Historia Langobardorum di Paolo Diacono), Giustiniano prese parte a una congiura ordita dall'imperatrice Sofia, moglie di Giustino II (r. 565–578), volta ad assassinare l'erede al trono del moribondo Giustino, il Caesar Tiberio, e assicurare la successione al trono allo stesso Giustiniano. I congiurati intendevano tendere un'imboscata a Tiberio e ucciderlo durante la prevista processione nell'Ippodromo, dove avrebbe avuto luogo l'incoronazione. Contrariamente ai piani, però, Tiberio, che evidentemente aveva scoperto la congiura, non entrò mai nell'Ippodromo, recandosi invece ai santuari sacri, dove pregò, prima di tornare al palazzo, dove venne incoronato imperatore. Giustiniano implorò perdono, offrendogli in dono 1500 libbre d'oro. L'Imperatore non solo lo perdonò ma gli permise di rimanere nel palazzo imperiale.
Ben presto, tuttavia, tra il 579 e il 581, Sofia e Giustiniano tornarono a ordire una nuova congiura, approfittando di un periodo in cui l'Imperatore era assente dalla capitale per trascorrere l'estate nella sua residenza estiva; Tiberio II, però, scoperta la congiura, ritornò in fretta a Costantinopoli e ordinò di arrestare Sofia, che venne privata di tutti i suoi beni e dei suoi privilegi. Licenziò anche tutti i suoi servitori, sostituendoli con altri di cui era sicuro della loro fedeltà. Tuttavia, dopo averlo rimproverato, perdonò di nuovo Giustiniano. Giustiniano aveva una figlia e un figlio, probabilmente identificabile con Germano, che sposò la figlia di Tiberio, Caritone, ed elevato al rango di Caesar. Giustiniano si spense a Costantinopoli nel 582.